# Jean-Charles Krafft
 (septembre 2014).
Pour les articles homonymes, voir Krafft.
Jean-Charles Krafft (Johann Karl Krafft) est un architecte français d'origine germanique. Il est né le 19 juin 1764 à Brunnerfeld (Vorarlberg, Autriche) et est mort le 18 décembre 1833 à Paris.
En Allemagne, son prénom ne comporte pas de trait d'union (Karl Johann Friedrich Wilhelm) alors que sur son masque mortuaire de 1833, il y en a un.
Dans ses Notes sur les publications de Jean-Charles Krafft, l'éditeur Phénix Éditions mentionne que Jean-Charles Krafft est né le 12 juin à Brunnerfeld en Autriche. Il serait entré en France dans un régiment suisse basé à Rouen.
À la suite de la journée du 10 août 1792 durant laquelle les gardes suisses ont résisté face aux révolutionnaires, l’Assemblée législative française mit fin à l'existence des douze régiments suisses alors au service de la France le 20 août 1792. Cependant, les Suisses sont autorisés à entrer dans les troupes françaises avec leurs grades, l’engagement étant payé 300 livres pour un sergent, 200 pour un caporal, 150 pour un tambour et un soldat. Certains ont probablement préféré revenir à la vie civile.
Six ans plus tard, en novembre 1798, à nouveau, la Suisse dut lever six demi-brigades (nouvelle désignation des régiments dans la terminologie révolutionnaire) pour le compte de la France.
L'identité des noms a pu faire croire qu’il est né à Brunnerfeld dans le ressort de Dingolfing, dans le sud de la Bavière. Son origine bavaroise est évoquée dans le catalogue de Donald A. Heald : « An accomplished draftsman and architect, Jean Charles Krafft was born in Brunnerfield, Germany in 1764 ». L'orthographe « Brunnerfield » est un anglicisme erroné.
De façon imprécise, le Dictionnaire encyclopédique Larousse XIXe siècle, 1863, mentionne : «Krafft (Jean-Charles), architecte allemand naturalisé Français né à Brunnerfeld en 1764».
L'origine autrichienne de Jean Charles Krafft (Johann Karl Krafft) est une donnée bien connue de ses héritiers qui la tiennent de sa petite-fille, Marie Krafft. Ils détiennent le masque mortuaire de Jean Charles Krafft dont une photo illustre cet article.
Jean Charles Krafft fut architecte à la fin du XVIIIe et au début du XIXe siècle. On ne lui connaît aucune réalisation d'immeubles, mais seulement la production d'ouvrages décrivant principalement les plus belles maisons, les plus beaux jardins de Paris et ses environs, ainsi qu'un Traité d'architecture. Ses ouvrages sont illustrés de planches gravées sur cuivre dont il fut le réalisateur. Il travailla parfois en association avec Charles Ransonnette, graveur et dessinateur. Il est naturalisé français.
Venu en France, il semble avoir assisté aux cérémonies du sacre de Napoléon Ier qu’il appelle «Napoléon-le-Grand» (2 décembre 1804), puis à celles du second mariage de l'empereur en 1810, auxquelles il consacra deux ouvrages.
Décédé le 18 décembre 1833, son masque mortuaire est conservé par ses descendants pour lesquels son origine autrichienne est certaine.
Il peut sembler surprenant que dans la France de Bonaparte, dont l'Autriche était un ennemi très sérieux, un Autrichien ait pu s'installer très ostensiblement à Paris et même être présent (voire plus) aux cérémonies du sacre puis à celles du second mariage de l'empereur. À moins que l’idée d’une «cinquième colonne» fut encore très loin des esprits.
Son installation en France fut peut-être facilitée par l'occupation de la Bavière par le général Moreau en 1800, puis l'alliance conclue entre le royaume de Bavière et la France (cf. à ce propos le site Histoire de la Bavière) : l'Autriche était alors devenue l'ennemi commun des deux puissances.

## Biographie
Jean Charles Krafft exerce à Paris, rue de Bourgogne no 1463, faubourg Saint-Germain.
On ignore s’il était marié, et avec qui. Cependant on note qu’il a eu deux fils:
- Léon Louis Charles Krafft, chimiste, né en 1818, qui semble avoir suivi l’exemple de son père, puisqu’il a 52 ans, le 18 juillet 1870, lorsque naît sa fille légitime de Marie-Louise Félicie Krafft, «au domicile de ses frère et mère», 2bis rue de l’Église à Neuilly-sur-Seine; il épouse Désirée Victoire Lecot.v. De ce mariage naissent trois filles: Marie Louise KRAFFT en 1870 et ses sœurs Charlotte et Laurence KRAFFT.
- Félix Edmond Krafft, né en 1821. Il a 49 ans lorsque naît sa nièce en 1870; il est alors sous-chef à la Caisse des Dépôts; il demeure à Paris, 129 boulevard des Italiens.

Pierre Charles Ransonnette, avec lequel J.-C. Krafft réalise plusieurs ouvrages, demeure à Paris, rue du Figuier no 43, quartier Saint-Paul. Le frontispice de «Plans, coupes, élévations des plus belles maisons et hôtels construits à Paris et dans les environs» mentionne qu'ils sont «deux associés».
J.-C. Krafft publie de nombreux et importants ouvrages en français sur la construction et l’ornement des édifices publics et des maisons. Certains de ces ouvrages ont eu plusieurs éditions. L'ouvrage réalisé avec son associé Charles Ransonnette, Plans, coupes et élévations des plus belles maisons et hôtels construits à Paris et dans les environs, est, dès l'origine, trilingue ; le texte est édité sur trois colonnes en français, allemand et anglais. L' « avertissement » précise l'intention des auteurs : « Nous croyons rendre un service important en publiant ce que l'on pourrait appeler les monuments de la renaissance de l'art au dix-neuvième siècle, et ceux qui ont à la fin du dix-huitième siècle préparé cette renaissance ».
Il serait le premier architecte à avoir utilisé le fer dans la construction des immeubles.
Cependant, son Traité sur l'art de la Charpente théorique et pratique, publié en 1819 puis en 1822, ne traite que d’ouvrages en bois. À cette époque, la charpente n’est pas seulement utilisée pour soutenir la couverture des immeubles, mais également pour le coffrage des dômes en cours de construction, pour la réalisation de ponts, de machines de levage, de « cages à écureuils » de grand diamètre, grâce auxquelles le poids de plusieurs hommes entraîne un treuil développant une force considérable. Pour le Dictionnaire encyclopédique Larousse XIXe siècle (1863), cet ouvrage important est encore « utile aux praticiens » malgré les progrès qui ont modifié si profondément l’art de l’architecture. La même année 1863, le Dictionnaire de biographie d’histoire de géographie mentionne au contraire que «cet ouvrage a joui pendant longtemps d’une haute estime parmi les praticiens, mais il est arriéré aujourd’hui surtout depuis la substitution ou le mélange du fer au bois dans la construction des planchers et combles » ; cette appréciation est reprise par A. Dantes (1866). L'avènement de la machine à vapeur, puis du moteur à explosion, ont enlevé tout intérêt pratique à la part de l'ouvrage décrivant les engins de levage.
Millon et Associés indiquent dans leur catalogue (26 juin 2008) que : « Charles Ransonnette, graveur et dessinateur de Monsieur, frère du roi, étudia auprès de Choffard». Ce catalogue, remarquable en raison de la richesse de son iconographie et des notes évoquant J.-C. Krafft, ajoute : « les nombreux recueils de Krafft et Ransonnette contribuèrent à répandre des formes d’édifices faciles à multiplier et dont les combinaisons obéissent aux lois géométriques (principalement des maisons de campagnes). Ils préfigurent ainsi le système du leitmotiv calculé et combiné, repris dans les années 1930 par les architectes du Bauhaus ».
Dans Recueil d'architecture civile, contenant les plans coupes et élévations des châteaux, maisons de campagne, et habitations rurales, jardins anglais, temples, chaumières, kiosques, ponts, etc. situés aux environs de Paris, Jean Charles Krafft et Charles Ransonnette exécutent un ensemble de planches gravées montrant les intérieurs et les extérieurs de plusieurs châteaux, villas champêtres, et édifices embellissant des jardins, situés aux environs de Paris. Un grand nombre de constructions décrites et dessinées par Jean-Charles Krafft sont conçues par des architectes contemporains réputés inspirés de styles variés tels que ceux initiés par Claude Nicolas Ledoux, Julien-David LeRoy, et François-Joseph Belanger.
D’après Jean-Philippe Garric, « Le néoclassicisme n’est pas un classicisme. Une mutation dans les livres d’architecture », Jean-Charles Krafft aurait publié ses ouvrages décrivant résidences, façades et jardins, en livraisons et par « abonnement », comme d’autres auteurs de cette époque, Charles Normand, Cointeraux et Viel.
Le succès de ses publications tient en partie au choix de composition des planches gravées, alliant efficacité et lisibilité du trait, soin de la distinction des matériaux et pittoresque de l'élévation et de la mise en scène de l'architecture avec des éléments naturels évoquant le jardin. L'unité visuelle tient à la fidélité de l'auteur à une même équipe de graveur. Cependant les annotations contiennent des erreurs d'attributions, des coquilles dans l'orthographe des noms, qui rendent difficile l'usage de ces informations pour les historiens de l'art.
Une notice d'époque précise à propos du livre Les plus belles maisons et hôtels construits à Paris et dans les environs, (Éditions UHL - 1812) : « Les citoyens Krafft, architecte et Ransonnette, graveur, se sont réunis pour les présenter au public avec tout le soin et toute la célérité possible. Le premier ou a recueilli auprès des architectes eux-mêmes les plans, coupes et façades des maisons nouvellement bâties, ou a levé et dessiné avec l’agrément des propriétaires les détails dont il n’avait pu obtenir les dessins. Le second les a gravés au trait avec précision. Déjà  deux cahiers sont au jour, quatre autres sont préparés en sorte que leur publication se continuera sans retard et de mois en mois, à partir de ce jour premier Floréal, an 9. Le prix de chaque livraison de six planches avec son explication, soigneusement imprimée dans trois langues est de 6 fr pour Paris et 7 fr pour les départements ». La sortie de cet ouvrage a donc débuté le 20 avril 1801.
Les indications fournies par Krafft et Ransonnette dans leurs gravures, nous montrent les ensembles qui subsistent de l’Ancien Régime, vers 1790, des couleurs assez tendres, lilas, verts et bleu clair, mauve, roses, jaunes, blancs, relevés çà et là par des accents plus ternes, une porte ou un lambris d’acajou, un motif de bronze ou de cuivre doré, telle la description de l’hôtel de l’Intendant des Ponts et Chaussées, par Henry, 1788, présentée dans Plans, coupes et élévations des plus belles maisons et hôtels construits à Paris et dans les environs (L. Hautecœur, p. 382).
Ces ouvrages intéressent particulièrement l'historien de l'art architectural, l'amoureux du vieux Paris, curieux de connaître ce que fut le décor dans lequel ont vécu les familles aisées dans le premier tiers du XIXe siècle, et plus particulièrement au cours de la première décennie de ce siècle.
Emil Kaufmann, cite abondamment les publications de J.-C. Krafft et Pierre Nicolas Ransonette dans son ouvrage Trois architectes révolutionnaires - Boullée - Ledoux - Lequeu (1952).
On trouve dans le Recueil des maisons de campagne de J.-C. Krafft des modèles de bâtiments ruraux en pans de bois, une ferme à la westphalienne.
La chambre de Mme Récamier, dessinée par Berthault en 1798, fut célèbre et nous est connue par les gravures de Krafft et Ransonnette et des descriptions comme celle de Reichardt (L. Hautecœur, p. 378).
Les nombreux recueils de Krafft et Ransonnette contribuent à répandre des formes d’édifices faciles à multiplier et dont les combinaisons obéissent à des lois géométriques (principalement des maisons de campagne). Ils préfigurent ainsi le système du leitmotiv calculé et combiné, repris dans les années 1930 par les architectes du Bauhaus (Millon & Associés).

## Publications
- Jean-Charles Krafft (ill. Pierre Nicolas Ransonnette, publiés par J.-Ch. Krafft et N. Ransonnette), Plans, coupes, élévations des plus belles maisons et des hôtels construits à Paris et dans les environs [« Grundrisse, Durchschnitte und Aufrisse der schoensten in Paris - Plans, forms, elevations of the most remarkable houses erected in Paris »], s.l., (impr. de Clousier), s.d., 130 pl. ; 24, Grand in-folio (lire en ligne). La première édition selon WordCat daterait de 1801 sur plusieurs années.
- Jean-Charles Krafft, Plans, coupes et élévations de diverses productions de l'art de la charpente exécutées tant en France que dans les pays étrangers, 1805 (Lire en ligne)
- Jean-Charles Krafft, Recueil des plus jolies maisons de Paris et de ses environs comprenant les élévations intérieures et extérieures, 1809, in-4°, avec 96 pl. (Mr Thiollet a donné une suite à cet ouvrage)
- Jean-Charles Krafft, Plans des plus beaux jardins pittoresques de France, d'Angleterre et d'Allemagne : et des édifices, monuments, fabriques, etc. qui concurrent à leur embellissement, dans tous les genres d'architecture, tels que chinois, égyptien, anglais, arabe, moresque, etc. [« Plans of the most beautiful picturesque gardens in France, England and Germany, and of the edifices, monuments, fabrics, etc., which contribute to their embellishment, of every kind of architecture, such as Chinese, Egyptian, English, Arabian, Moorish, etc. - Plaene der schoensten und malerischten Gaerten Frankreichs, Englands und Deutschlands »], s.l., s.n. (Impr. de Levrault puis impr. de C. Pougens), 1809-1810, pl. gravés ; (vol. 1) 56 p. - (vol. 2) 12, vol. 1 in-4° oblong : vol. 2 in-folio. Volume 1 et Volume 2.
- Jean-Charles Krafft, Portes cochères et portes d'entrée de Paris [« Gates and house-doors in Paris - Einfahrts- und Hauss-Thore in Paris »], Paris, Bance aîné, 1810, 50 pl. gravées ; 34, in-4° oblong (lire en ligne).
- Jean-Charles Krafft, Productions de plusieurs artistes français et étrangers relatives aux jardins pittoresques, 1810, in-4°
- Jean-Charles Krafft, Description des fêtes à l’occasion du mariage de Napoléon, 1810
- Jean-Charles Krafft, Recueil des plus beaux monuments anciens et modernes, 1812 et suiv. (cet ouvrage devait être composé de 12 livraisons contenant chacune 30 pl, la première seule a paru)
- Jean-Charles Krafft, Plan général de la fondation de la Serre chaude au Jardin de St. James, et Coupe prise sur EF, et les détails des fourneaux, Paris : Crapelet for Bance Sr., 1812
- Jean-Charles Krafft, No. 1 Chaumière construite à Ville d'Avrai dans le Jardin de Mr. Thierry. No. 2 Chaumière construite dans le Jardin de Mr. Belanger Architecte, à Sangeny, Paris : Crapelet for Bance Sr., 1812
- Jean-Charles Krafft, Recueil d'architecture civile : contenant les plans, coupes et élévations des châteaux, maisons de campagne, et habitations rurales, jardins anglais, temples, chaumières, kiosques, ponts, etc., situés, aux environs de Paris et dans les départements voisins, avec les décorations intérieures, et le détail de ce qui concerne l'embellissement des jardins, Paris, Bance aîné, 1812 (réimpr. 1829), 1re éd., 22 p., in-folio (BNF 32323176, lire en ligne)
- Jean-Charles Krafft, Traité sur l'art de la Charpente théorique et pratique, 1re édit. 1819, 6 vol, in-fol. ; Paris - Mannheim 1822
- Jean-Charles Krafft, Constructions plans et décorations des jardins de France, d'Angleterre et d'Allemagne : recueil contenant des plans de jardins connus, extrêmement pittoresques, des projets non moins satisfaisants, des élévations de fabriques de tout genre d'architecture égyptienne, chinoise, arabe, turque, gothique, grecque, romaine et française, des ornements analogues et des détails essentiels pour l'exécution : avec texte explicatif en trois langues, composé de 96 planches, Paris, Bance aîné, 1831, ? et 96 pl.. [Volume 1] et Volume 2.

## Sources bibliographiques
- Dr Hoefer (sous la direction du) Nouvelle biographie générale, Firmin Didot frères, Paris, 1859
- Dictionnaire encyclopédique Larousse XIXe siècle, Paris, 1863
- Dictionnaire de biographie d’histoire de géographie, 1863, Éditions Dezobry, Paris (rue des Écoles)
- A. Dantes, Table des sciences des lettres et des arts des hommes les plus connus en tous pays, Paris, 1866
- Berthelot (sous la direction de), La grande encyclopédie – Inventaire raisonné des sciences, des lettres et des arts, tome 21, H. Lamirault et Cie, Paris, 1885-1902
- Emil Kaufmann, Trois architectes révolutionnaires - Boullée - Ledoux - Lequeu, The American Philosophical Society, Philadelphia, 1952, traduit de l'anglais par Françoise Revers, édition française de la SADG, Paris.
- Louis Hautecœur, Histoire de l’architecture classique en France, tome V « Révolution et empire 1792-1815 », J. Picard et Cie, Paris, 1953
- Jean-Philippe Garric, « Le néoclassicisme n’est pas un classicisme. Une mutation dans les livres d’architecture », in Repenser les limites : l'architecture à travers l'espace, le temps et les disciplines, Paris, INHA (« Actes de colloques »), 2005.